# Балис
Балис — река в России, протекает в Сивинском районе Пермского края. Устье реки находится в 68 км по правому берегу реки Сива. Длина реки составляет 19 км.
Исток реки на Верхнекамской возвышенности в лесном массиве близ точки схождения Пермского края, Кировской области и Удмуртии Исток лежит на водоразделе с бассейном верхней Камы, рядом берёт начало река Ломыж. Приток — Симоновка (левый). Балис течёт на восток, верхнее и среднее течение проходят по ненаселённому лесному массиву. В нижнем течении течёт по северным окраинам села Екатерининское, впадает в Сиву рядом с ним.

## Данные водного реестра
По данным государственного водного реестра России относится к Камскому бассейновому округу, водохозяйственный участок реки — Кама от города Березники до Камского гидроузла, без реки Косьва (от истока до Широковского гидроузла), Чусовая и Сылва, речной подбассейн реки — бассейны притоков Камы до впадения Белой. Речной бассейн реки — Кама.
По данным геоинформационной системы водохозяйственного районирования территории РФ, подготовленной Федеральным агентством водных ресурсов:
- Код водного объекта в государственном водном реестре — 10010100912111100009332
- Код по гидрологической изученности (ГИ) — 111100933
- Код бассейна — 10.01.01.009
- Номер тома по ГИ — 11
- Выпуск по ГИ — 1